# 홍반
홍반(Erythema, 그리스어 erythros '빨강'에서 유래)은 표면 모세혈관의 충혈(혈류 증가)으로 인해 피부나 점막이 붉어지는 것이다. 피부 손상, 감염 또는 염증으로 인해 발생한다. 병리와 관련되지 않은 홍반의 예로는 신경성 홍조가 있다.

## 유형
- 전염성 홍반
- 다형 홍반(EM)
- 결절성 홍반

## 병인
감염, 안마, 전기 치료, 여드름 치료, 알레르기, 운동, 태양 방사선(일광화상), 광감작, 급성방사선 증후군, 수은 중독, 수포작용제, 나이아신 투여, 모발 왁싱 및 족집게 행위로 인해 발생할 수 있다. 영향을 받은 모세혈관이 확장되어 발적이 나타날 수 있다. 홍반은 환자의 이온화 방사선 노출로 인한 방사선 치료의 일반적인 부작용이다.

## 진단
홍반은 손가락을 누르면 사라지지만(백색화), 자반증이나 피부 출혈, 색소침착은 사라지지 않는다. 피부 더 깊은 층의 동맥 확장과 관련되지 않는 한 온도 상승은 없다.

## 같이 보기
- 충혈